# 김명곤 (축구인)
김명곤(한국 한자: 金明坤, 1974년 4월 15일 ~ )은 대한민국의 축구 선수이며, 포지션은 미드필더이다.

## 기타
수원 FC U-18의 초대 감독이다.